# Biblioteca Estatal de Baviera
La Biblioteca Estatal de Baviera, en alemany i originalment Bayerische Staatsbibliothek, 
és la biblioteca central de l'Estat Lliure de Baviera i una de les biblioteques europees més importants, fundada a Múnic a mitjan segle xvi per Albert V, duc de Baviera, anomenada abans de 1919 Königlichen Hof- und Staatsbibliothek.
Gaudeix de gran prestigi internacional com a biblioteca d'investigació. Juntament amb la Staatsbibliothek zu Berlin (Biblioteca de l'Estat de Berlín) i la Deutsche Nationalbibliothek (Biblioteca Nacional d'Alemanya) forma la Biblioteca Nacional virtual d'Alemanya. Posseeix una de les col·leccions de manuscrits més importants del món, la més àmplia col·lecció d'incunables d'Alemanya. Així, conté una gran quantitat de manuscrits llatins, entre els quals un dels dos conjunts més rics de manuscrits lul·lians existents, juntament amb el de la Biblioteca Nacional de París. Aquest fons hi va ser incorporat el 1803 procedent del recull fet al segle xviii pel bibliotecari de l'elector del Palatinat Joan Guillem a Düsseldorf, i que havia estat traslladat a Mannheim el 1761. També és dipositària d'importants col·leccions especials, com ara les col·leccions de música, de mapes i imatges, sobre Europa de l'Est, l'Orient o l'Est asiàtic.

## Història

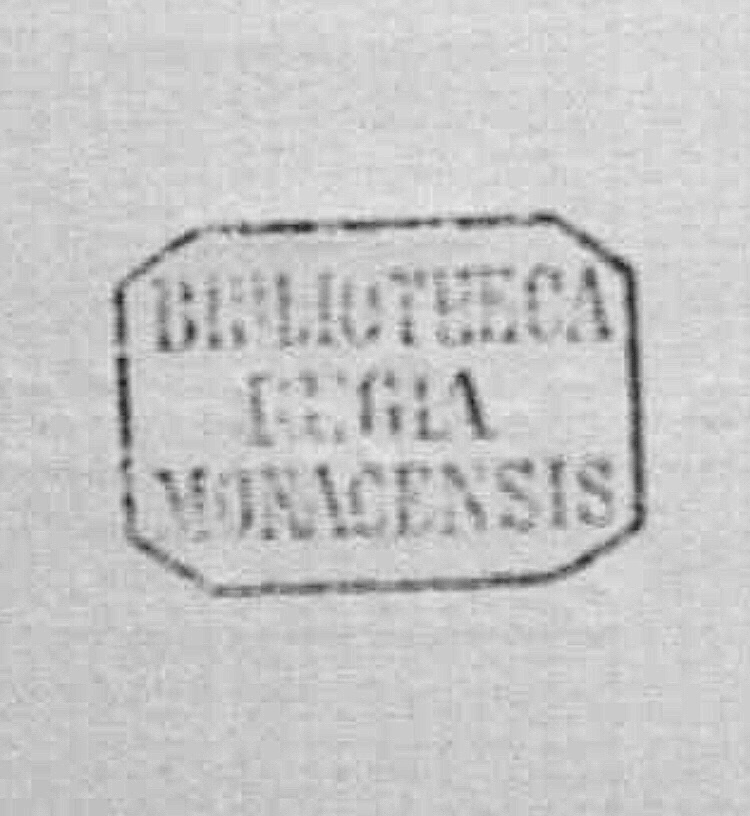
Segell de la Bibliotheca Regia Monacensis

Fundada el 1558, com a biblioteca de la cort del duc Albert V de Baviera, mitjançant la compra de la biblioteca de Johann Albrecht Widmannstetter. En 1571 es va poder adquirir la col·lecció de Johann Jakob Fugger, que incloïa la biblioteca d'Hartmann Schedel. Està situada a la Ludwigstrasse, una de les quatre artèries reals de Múnic. Quan es va produir la secularització a Baviera i el trasllat de la biblioteca de la cort palatina, la Bayerische Staatsbibliothek va experimentar entre 1802 i 1804 un increment d'aproximadament 55.000 volums impresos i 18.600 manuscrits. Des de 1919, l'antiga biblioteca de la cort de Múnic adopta el nom de Bayerische Staatsbibliothek. Durant la Segona Guerra Mundial, tot i el trasllat dels fons, es va produir una pèrdua de prop de 500.000 volums i l'edifici va quedar destruït en un 85 per cent. El 1946 van començar els treballs de reconstrucció de l'edifici de la biblioteca i el retorn dels volums traslladats. La reconstrucció va culminar amb la inauguració de l'ala sud, que va ser completament renovada. El 1988 va entrar en funcionament la biblioteca de dipòsit de Garching. El 1997 es va crear el Centre de Digitalització de Múnic i el 2007 es va anunciar una cooperació amb Google per a la digitalització dels fons exempts de drets d'autor.